# Cassel (Norte)
Cassel é uma comuna francesa na região administrativa de Altos da França, no departamento do Norte. Estende-se por uma área de 12.65 km². Em 2010 a comuna tinha 2 378 habitantes (densidade: 188 hab./km²).